# Tibor Fábián
Tibor Fábián (Budapest, 26 luglio 1946 – Budapest, 6 giugno 2006) è stato un calciatore ungherese, di ruolo difensore.